# اغفان مكرتشيان
اغفان مكرتشيان (27 فبراير 1981 بيريفان في أرمينيا - ) هو لاعب كرة قدم أرمني في مركز الدفاع. شارك مع منتخب أرمينيا لكرة القدم. أما مع النوادي، فقد لعب مع أرارات يريفان وبيونيك يريفان ونادي برق شيراز ونادي غوميل ونادي ميكا وFC Dvin Artashat ‏ وErebuni-Homenmen FC ‏.

## وصلات خارجية
- اغفان مكرتشيان على موقع قاعدة بيانات كرة القدم.إي يو (الإنجليزية)
- اغفان مكرتشيان على موقع ناشيونال فوتبول تيمز (الإنجليزية)
- اغفان مكرتشيان على موقع Soccerway.com (الإنجليزية)
- اغفان مكرتشيان على موقع عالم كرة القدم.نت (الإنجليزية)